# ムシヒキアブ
ムシヒキアブ（虫引虻）は、ハエ目（双翅目）ムシヒキアブ科（Asilidae）に属する昆虫の総称。広義のアブ（直縫短角群）に含まれる。
幼虫は土中や朽木中に棲み、甲虫の幼虫などほかの昆虫を捕食して育ち、成虫は他の昆虫を捕え、その体液を吸う。シオヤアブ等は、家畜やヒトなど脊椎動物に向かうこともある。

## 分類
- イシアブ亜科 Laphriinae
  - オオイシアブ Laphria mitsukurii
  - チャイロオオイシアブ Laphria rufa
- メガネムシヒキ亜科 Trigonomiminae
- アシナガムシヒキ亜科 Dasypogoninae
  - アシナガムシヒキ Molobratia japonica
- ヒゲボソムシヒキ亜科 Stenopogoninae
  - メスアカオオムシヒキ Microstylum dimorphum
- ヒラズムシヒキ亜科 Stichopogoninae
- ホソムシヒキ亜科 Leptogastrinae
- クシヒゲムシヒキ亜科 Ommatiinae
  - アオメアブ（アオメムシヒキ） Cophinopoda chinensis
- シオヤアブ亜科 Apocleinae
  - シオヤアブ（シオヤムシヒキ） Promachus yesonicus
- ムシヒキアブ亜科 Asilinae
  - マガリケムシヒキ Neoitamus angusticornis

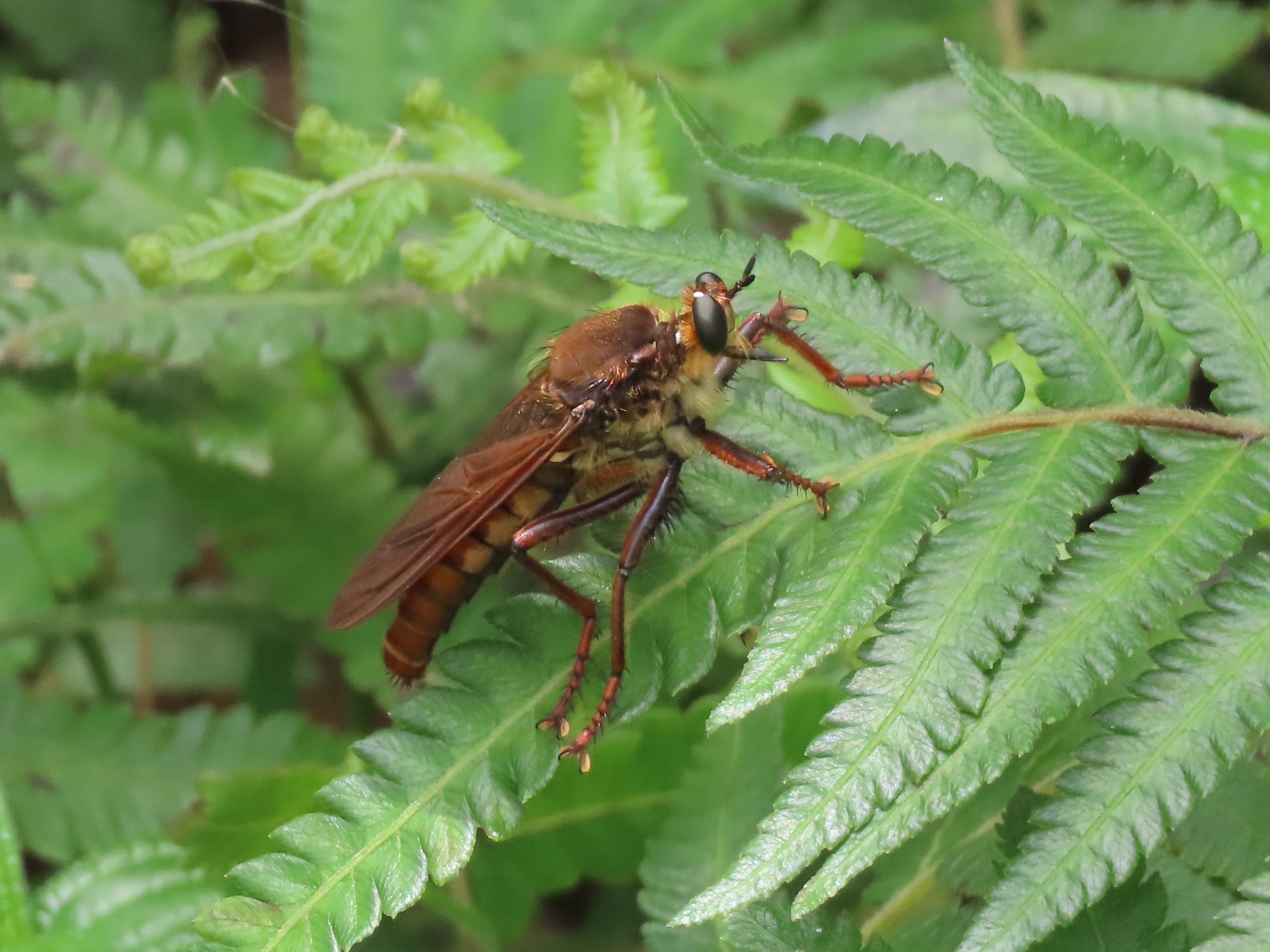
メスアカオオムシヒキ ♀(奄美大島)